# Hörweix
Hörweix ist eine Ortschaft in Niederösterreich und eine Katastralgemeinde der Stadtgemeinde Zwettl-Niederösterreich. Am 1. Jänner 2024 hatte die Ortschaft 30 Einwohner auf einer Fläche von 1,38 km².

## Geografie
Hörweix liegt in einer Entfernung von etwa zwölf Kilometern südwestlich des Stadtzentrums von Zwettl und ist durch den Postbus im rund zwei Kilometer entfernten Ort Marbach am Walde mit dem österreichischen Überlandbusnetz verbunden.
Das Gemeindegebiet grenzt im Westen und Norden an die zur Stadtgemeinde Groß Gerungs gehörenden Katastralgemeinden Etzen und Josefsdorf, östlich an Marbach am Walde und im Süden an Oberrabenthan (Marktgemeinde Rappottenstein).

## Geschichte
Hörweix wurde um 1359 als Herweigs zum ersten Mal urkundlich erwähnt. Der Name bedeutete „Siedlung eines Mannes mit dem Namen Herweig“.
Im Jahr 1822 wurde der Ort als Dorf mit neun Häusern genannt, das nach Marbach eingepfarrt war, wohin auch die Kinder eingeschult wurden. Die Herrschaft Weitra besaß die Ortsobrigkeit, besorgte die Konskription und hatte die Grundherrschaft inne. Die Landgerichtsbarkeit wurde von der Herrschaft Rosenau ausgeübt. Laut Adressbuch von Österreich waren im Jahr 1938 in Hörweix einige Landwirte ansässig.